# 미드웨스트 디비전 (NBA)
미드웨스트 디비전(영어: Midwest Division)은 NBA(영어: National Basketball Association) 서부 콘퍼런스(영어: Western Conference)에 속했던 디비전이었다. 디비전은 1970~1971 시즌이 시작될 때 버펄로 브레이브스, 클리블랜드 캐벌리어스, 포틀랜드 트레일 블레이저스가 추가되면서 리그가 14개 팀에서 17개 팀으로 확장되면서 만들어졌다. 리그는 서부 콘퍼런스(영어: Western Conference)와 동부 콘퍼런스(영어: Eastern Conference) 등 2개 콘퍼런스로 재편됐고, 각 콘퍼런스마다 2개 디비전이 편성됐다. 미드웨스트 디비전은 시카고 불스, 디트로이트 피스턴스, 밀워키 벅스, 피닉스 선스 등 4명의 창단 멤버로 시작했다. 시카고 불스와 피닉스 선스는 웨스턴 디비전(영어: Western Division)에서, 디트로이트 피스턴스와 밀워키 벅스는 이스턴 디비전(영어: Eastern Division)에서 합류했다.
2004~2005 시즌 초에 샬럿 밥캐츠가 추가되면서 리그가 29개 팀에서 30개 팀으로 확장되면서 디비전이 해체되었다. 리그는 각각 3개 디비전이 있는 2개의 콘퍼런스로 재정비했다. 미드웨스트 디비전은 사우스웨스트 디비전(영어: Southwest Division)과 노스웨스트 디비전(영어: Northwest Division)의 두 개의 새로운 디비전으로 대체되었다. 디비전 마지막 시즌인 2003~2004 시즌은 댈러스 매버릭스, 덴버 너기츠, 휴스턴 로키츠, 멤피스 그리즐리스, 미네소타 팀버울브스, 샌안토니오 스퍼스, 유타 재즈 등 7개 팀으로 구성됐다. 댈러스 매버릭스, 휴스턴 로키츠, 멤피스 그리즐리스, 샌안토니오 스퍼스는 사우스웨스트 디비전에 합류했고, 덴버 너기츠, 미네소타 팀버울브스, 유타 재즈는 노스웨스트 디비전에 합류했다.
덴버 너기츠는 미드웨스트 디비전에서 다른 어떤 팀보다 긴 28시즌을 뛰었다. 마이애미 히트, 올랜도 매직, 샬럿 호니츠 등 3개 팀이 디비전에서 각각 한 시즌씩만 뛰었다. 2004년 디비전이 해체될 때 초대 멤버 4팀 중 한 팀도 남아있지 않았다.
디비전 명칭에도 불구하고, 미드웨스트 디비전은 1980년부터 2004년까지 중서부 멀리 떨어진 곳에 위치한 팀들로 대부분 구성되었다.

## 역대 디비전 소속 팀
| 미드웨스트 디비전      | 미드웨스트 디비전                       | 미드웨스트 디비전 | 미드웨스트 디비전                                     | 미드웨스트 디비전 | 미드웨스트 디비전           |
| 팀                     | 연고지                                  | 참가년도          | 경기장                                                | 수용인원          | 비고                        |
| ---------------------- | --------------------------------------- | ----------------- | ----------------------------------------------------- | ----------------- | --------------------------- |
| 덴버 너기츠            | 콜로라도주 덴버                         | 1976년~2004년     | 펩시 센터                                             | 19,155명          | 현 노스웨스트 디비전 소속   |
| 미네소타 팀버울브스    | 미네소타주 미니애폴리스                 | 1989년~2004년     | 타깃 센터                                             | 19,356명          | 현 노스웨스트 디비전 소속   |
| 유타 재즈              | 유타주 솔트레이크시티                   | 1979년~2004년     | 델타 센터                                             | 19,911명          | 현 노스웨스트 디비전 소속   |
| 댈러스 매버릭스        | 텍사스주 댈러스                         | 1980년~2004년     | 아메리칸 에어라인스 센터                              | 19,200명          | 현 사우스웨스트 디비전 소속 |
| 휴스턴 로키츠          | 텍사스주 휴스턴                         | 1980년~2004년     | 도요타 센터                                           | 18,023명          | 현 사우스웨스트 디비전 소속 |
| 벤쿠버 그리즐리스      | 브리티시컬럼비아주 벤쿠버               | 1995년~2001년     | 제너럴 모터스 플레이스                                | 19,700명          | 빈칸                        |
| 멤피스 그리즐리스      | 테네시주 멤피스                         | 2001년~2004년     | 피라미드 아레나                                       | 19,351명          | 현 사우스웨스트 디비전 소속 |
| 샌안토니오 스퍼스      | 텍사스주 샌안토니오                     | 1980년~2004년     | SBC 센터                                              | 18,581명          | 현 사우스웨스트 디비전 소속 |
| 시카고 불스            | 일리노이주 시카고                       | 1970년~1980년     | 시카고 스타디움                                       | 18,676명          | 현 센트럴 디비전 소속       |
| 밀워키 벅스            | 위스콘신주 밀워키                       | 1970년~1980년     | 메카 아레나                                           | 10,783명          | 현 센트럴 디비전 소속       |
| 디트로이트 피스턴스    | 미시간주 디트로이트                     | 1970년~1978년     | 코보 아레나                                           | 12,000명          | 현 센트럴 디비전 소속       |
| 인디애나 페이서스      | 인디애나주 인디애나폴리스               | 1976년~1979년     | 마켓 스퀘어 아레나                                    | 16,530명          | 현 센트럴 디비전 소속       |
| 캔자스시티-오마하 킹스 | 미주리주 캔자스시티 네브래스카주 오마하 | 1972년~1975년     | 캔자스시티 뮤니시펄 오디토리움 오마하 시빅 오디토리움 | 7,300명 9,300명   | 빈칸                        |
| 캔자스시티 킹스        | 미주리주 캔자스시티                     | 1975년~1985년     | 캠퍼 아레나                                           | 19,500명 7        | 빈칸                        |
| 새크라멘토 킹스        | 캘리포니아주 새크라멘토                 | 1985년~1988년     | 아코 아레나 I                                         | 10,333명          | 현 퍼시픽 디비전 소속       |
| 피닉스 선스            | 애리조나주 피닉스                       | 1970년~1972년     | 애리조나 베터런스 메모리얼 콜리시엄                   | 14,870명          | 현 퍼시픽 디비전 소속       |
| 샬럿 호니츠            | 노스캐롤라이나주 샬럿                   | 1989년~1990년     | 샬럿 콜리시엄                                         | 20,042명          | 현 사우스이스트 디비전 소속 |
| 마이애미 히트          | 플로리다주 마이애미                     | 1988년~1989년     | 마이애미 아레나                                       | 15,200명          | 현 사우스이스트 디비전 소속 |
| 올랜도 매직            | 플로리다주 올랜도                       | 1990년~1991년     | 올랜도 아레나                                         | 17,461명          | 현 사우스이스트 디비전 소속 |

## 역대 디비전 라인업
| 연도          | 팀 | 참가팀 수 |
| ------------- | --- | --------- |
| 1970년~1972년 | 시카고 불스 · 디트로이트 피스턴스 · 밀워키 벅스 · 피닉스 선스                                                           | 4팀       |
| 1972년~1975년 | 시카고 불스 · 디트로이트 피스턴스 · 캔자스시티-오마하 킹스 · 밀워키 벅스                                                | 4팀       |
| 1975년~1976년 | 시카고 불스 · 디트로이트 피스턴스 · 캔자스시티 킹스 · 밀워키 벅스                                                       | 4팀       |
| 1976년~1978년 | 시카고 불스 · 덴버 너기츠 · 디트로이트 피스턴스 · 인디애나 페이서스 · 캔자스시티 킹스 · 밀워키 벅스                     | 6팀       |
| 1978년~1979년 | 시카고 불스 · 덴버 너기츠 · 인디애나 페이서스 · 캔자스시티 킹스 · 밀워키 벅스                                           | 5팀       |
| 1979년~1980년 | 시카고 불스 · 덴버 너기츠 · 캔자스시티 킹스 · 밀워키 벅스 · 유타 재즈                                                   | 5팀       |
| 1980년~1985년 | 댈러스 매버릭스 · 덴버 너기츠 · 휴스턴 로키츠 · 캔자스시티 킹스 · 샌안토니오 스퍼스 · 유타 재즈                         | 6팀       |
| 1985년~1988년 | 댈러스 매버릭스 · 덴버 너기츠 · 휴스턴 로키츠 · 새크라멘토 킹스 · 샌안토니오 스퍼스 · 유타 재즈                         | 6팀       |
| 1988년~1989년 | 댈러스 매버릭스 · 덴버 너기츠 · 휴스턴 로키츠 · 마이애미 히트 · 샌안토니오 스퍼스 · 유타 재즈                           | 6팀       |
| 1989년~1990년 | 샬럿 호니츠 · 댈러스 매버릭스 · 덴버 너기츠 · 휴스턴 로키츠 · 미네소타 팀버울브스 · 샌안토니오 스퍼스 · 유타 재즈       | 7팀       |
| 1990년~1991년 | 댈러스 매버릭스 · 덴버 너기츠 · 휴스턴 로키츠 · 미네소타 팀버울브스 · 올랜도 매직 · 샌안토니오 스퍼스 · 유타 재즈       | 7팀       |
| 1991년~1995년 | 댈러스 매버릭스 · 덴버 너기츠 · 휴스턴 로키츠 · 미네소타 팀버울브스 · 샌안토니오 스퍼스 · 유타 재즈                     | 6팀       |
| 1995년~2001년 | 댈러스 매버릭스 · 덴버 너기츠 · 휴스턴 로키츠 · 미네소타 팀버울브스 · 샌안토니오 스퍼스 · 유타 재즈 · 벤쿠버 그리즐리스 | 7팀       |
| 2001년~2004년 | 댈러스 매버릭스 · 덴버 너기츠 · 휴스턴 로키츠 · 멤피스 그리즐리스 · 미네소타 팀버울브스 · 샌안토니오 스퍼스 · 유타 재즈 | 7팀       |

<참고사항>
- 1970년 시카고 불스, 디트로이트 피스턴스, 밀워키 벅스, 피닉스 선스가 창립 멤버로 구성되었다. 시카고 불스와 피닉스 선스가 웨스턴 디비전에서, 디트로이트 피스턴스와 밀워키 벅스는 이스턴 디비전에서 합류했다.
- 1972년 캔자스시티-오마하 킹스가 되어 이적한 신시내티 로열스가디비전에서 합류했다. 피닉스 선스는 퍼시픽 디비전에 합류하기 위해 떠났다.
- 1975년 캔자스시티-오마하 킹스는 캔자스시티 킹스로 팀명이 변경되었다.
- 1976년 NBA와 ABA이 합병하면 ABA팀인 덴버 너기츠와 인디애나 페이서스가 합류했다.
- 1978년 디트로이트 피스턴스는 센트럴 디비전에 합류하기 위해 떠났다.
- 1979년 뉴올리언스 재즈가 연고지를 루이지애나주 뉴올리언스에서 유타주 솔트레이크시티로 이전하면서 팀명을 유타 재즈가 되었으면, 홈경기장도 루이지애나 슈퍼돔에서 솔트 팰리스로 변경되고, 디비전에 합류했다. 인디애나 페이서스는 센트럴 디비전에 합류하기 위해 떠났다.
- 1980년 신생팀인 댈러스 매버릭스가 디비전에 합류했다. 휴스턴 로키츠와 샌안토니오 스퍼스가 센트럴 디비전에서 합류했다. 시카고 불스와 밀워키 벅스는 센트럴 디비전에 합류하기 위해 떠났다.
- 1985년 캔자스시티 킹스가 연고지를 미주리주 캔자스시티에서 캘리포니아주 새크라멘토로 이전하면서 팀명을 새크라멘토 킹스가 되었으면, 홈경기장도 캠퍼 아레나에서 아코 아레나 I로 변경되었다.
- 1988년 신생팀인 마이애미 히트가 한 시즌 동안 일시적으로 디비전에 합류했습니다. 새크라멘토 킹스는 퍼시픽 디비전에 합류하기 위해 떠났다.
- 1989년 신생팀인 미네소타 팀버울브스가 디비전에 합류했다. 샬럿 호니츠는 애틀랜틱 디비전에서 한 시즌 동안 임시로 합류했다. 마이애미 히트는 애틀랜틱 디비전에 합류하기 위해 떠났다.
- 1990년 올랜도 매직은 센트럴 디비전에서 한 시즌 동안 임시로 합류했다. 샬럿 호니츠는 센트럴 디비전에 합류하기 위해 떠났다.
- 1991년 올랜도 매직은 애틀랜틱 디비전에 합류하기 위해 떠났다.
- 1995년 신생팀인 벤쿠버 그리즐리스가 디비전에 합류했다.
- 2001년 벤쿠버 그리즐리스가 연고지를 브리티시컬럼비아주 밴쿠버에서 테네시주 멤피스로 이전하면서 팀명을 멤피스 그리즐리스가 되었으면, 홈경기장도 제너럴 모터스 플레이스에서 피라미드 아레나로 변경되었다.
- 2004년 덴버 너기츠, 미네소타 팀버울브스, 유타 재즈가 노스웨스트 디비전에 합류하기 위해 떠났다. 댈러스 매버릭스, 휴스턴 로키츠, 멤피스 그리즐리스, 샌안토니오 스퍼스가 사우스웨스트 디비전에 합류하기 위해 떠났다.

## 역대 디비전 우승 팀
| 시즌      | 우승팀              | 시즌 성적      |
| --------- | ------------------- | -------------- |
| 1970~1971 | 밀워키 벅스         | 66승 16패 .805 |
| 1971~1972 | 밀워키 벅스         | 63승 19패 .768 |
| 1972~1973 | 밀워키 벅스         | 60승 22패 .732 |
| 1973~1974 | 밀워키 벅스         | 59승 23패 .720 |
| 1974~1975 | 시카고 불스         | 47승 35패 .573 |
| 1975~1976 | 밀워키 벅스         | 38승 44패 .463 |
| 1976~1977 | 덴버 너기츠         | 50승 32패 .610 |
| 1977~1978 | 덴버 너기츠         | 48승 34패 .585 |
| 1978~1979 | 캔자스시티 킹스     | 48승 34패 .585 |
| 1979~1980 | 밀워키 벅스         | 48승 34패 .585 |
| 1980~1981 | 샌안토니오 스퍼스   | 52승 30패 .634 |
| 1981~1982 | 샌안토니오 스퍼스   | 48승 34패 .585 |
| 1982~1983 | 샌안토니오 스퍼스   | 53승 29패 .646 |
| 1983~1984 | 유타 재즈           | 45승 37패 .549 |
| 1984~1985 | 덴버 너기츠         | 52승 30패 .634 |
| 1985~1986 | 휴스턴 로키츠       | 51승 31패 .622 |
| 1986~1987 | 댈러스 매버릭스     | 55승 27패 .671 |
| 1987~1988 | 덴버 너기츠         | 54승 28패 .659 |
| 1988~1989 | 유타 재즈           | 51승 31패 .622 |
| 1989~1990 | 샌안토니오 스퍼스   | 56승 26패 .683 |
| 1990~1991 | 샌안토니오 스퍼스   | 55승 27패 .671 |
| 1991~1992 | 유타 재즈           | 55승 27패 .671 |
| 1992~1993 | 휴스턴 로키츠       | 55승 27패 .671 |
| 1993~1994 | 휴스턴 로키츠       | 58승 24패 .707 |
| 1994~1995 | 샌안토니오 스퍼스   | 62승 20패 .756 |
| 1995~1996 | 샌안토니오 스퍼스   | 59승 23패 .720 |
| 1996~1997 | 유타 재즈           | 64승 18패 .780 |
| 1997~1998 | 유타 재즈           | 62승 20패 .756 |
| 1998~1999 | 샌안토니오 스퍼스   | 37승 13패 .740 |
| 1999~2000 | 유타 재즈           | 55승 27패 .671 |
| 2000~2001 | 샌안토니오 스퍼스   | 58승 24패 .707 |
| 2001~2002 | 샌안토니오 스퍼스   | 58승 24패 .707 |
| 2002~2003 | 샌안토니오 스퍼스   | 60승 22패 .732 |
| 2003~2004 | 미네소타 팀버울브스 | 58승 24패 .707 |

### NBA 파이널 우승
| 시즌      | 팀                | 시즌 성적      |
| --------- | ----------------- | -------------- |
| 1970~1971 | 밀워키 벅스       | 66승 16패 .805 |
| 1993~1994 | 휴스턴 로키츠     | 58승 24패 .707 |
| 1994~1995 | 휴스턴 로키츠     | 47승 35패 .573 |
| 1998~1999 | 샌안토니오 스퍼스 | 37승 13패 .740 |
| 2002~2003 | 샌안토니오 스퍼스 | 60승 22패 .732 |

## 역대 팀별 디비전 우승한 연도
| 팀                                      | 최근 우승한 연도 |
| --------------------------------------- | ---------------- |
| 샬럿 호니츠                             | 빈칸             |
| 시카고 불스                             | 1975년           |
| 댈러스 매버릭스                         | 1987년           |
| 덴버 너기츠                             | 1988년           |
| 디트로이트 피스턴스                     | 빈칸             |
| 휴스턴 로키츠                           | 1994년           |
| 인디애나 페이서스                       | 빈칸             |
| 캔자스시티-오마하 킹스/ 캔자스시티 킹스 | 1979년           |
| 멤피스 그리즐리스                       | 빈칸             |
| 밀워키 벅스                             | 1980년           |
| 마이애미 히트                           | 빈칸             |
| 미네소타 팀버울브스                     | 2004년           |
| 올랜도 매직                             | 빈칸             |
| 피닉스 선스                             | 빈칸             |
| 샌안토니오 스퍼스                       | 2003년           |
| 유타 재즈                               | 2000년           |
| 밴쿠버 그리즐리스                       | 빈칸             |

### 디비전 우승횟수
| 횟수 | 팀                                                                    |
| ---- | --------------------------------------------------------------------- |
| 11회 | 샌안토니오 스퍼스                                                     |
| 6회  | 유타 재즈 · 밀워키 벅스                                               |
| 4회  | 덴버 너기츠                                                           |
| 3회  | 휴스턴 로키츠                                                         |
| 1회  | 댈러스 매버릭스 · 미네소타 팀버울브스 · 캔자스시티 킹스 · 시카고 불스 |

## 같이 보기
- 애틀랜틱 디비전
- 센트럴 디비전
- 사우스이스트 디비전
- 노스웨스트 디비전
- 퍼시픽 디비전
- 사우스웨스트 디비전
- 이스턴 디비전
- 웨스턴 디비전